# Stuttgart-Strasbourg
Stuttgart-Strasbourg est une course cycliste par étapes franco-allemande disputée entre Stuttgart et Strasbourg. Créée en 1966, la course est réservée aux amateurs. Sa dernière édition en 2005 intègre l'UCI Europe Tour, en catégorie 2.2 et est réservée aux coureurs âgés de moins de 23 ans. 
La topologie de la course se caractérise par l'alternance de sections montagneuses dans la Forêt-Noire avec des sections plates dans la vallée du Rhin.

## Palmarès
| - 1966 René Goetz - 1967 Roger Reininger - 1968 Robert Bischoff - 1969 Jörg Frank - 1970 Jörg Frank - 1971 Kurt Forster - 1972 Jean-Pierre Puccianti - 1973 Jean-Pierre Puccianti - 1974 Herbert Stodal - 1975 Jörg Haller - 1976 Uli Rottler | - 1977 Gerald Schutz - 1978 Joachim Fehrenbacher - 1979 Joachim Fehrenbacher - 1980 Michael Maue - 1981 Christian Bock - 1982 Jean-Maris Landherr - 1983 Uwe Messerschmidt - 1984 Rainer Lemke - 1985 Kurt Eipper - 1986 Gilles Delion - 1987 Fabrice Philipot | - 1988 Philippe Bau - 1989 Fabrice Julien - 1990 Fabrice Julien - 1991 Richard Szostak - 1992 Hristo Zaikov - 1993 Saulius Ruskys - 1994 Oliver Hartmann - 1995 Uwe Peschel - 1996 Ralf Werner - 1997–2004 non-disputé - 2005 Michael Muck |  |